# サム・アザー・ガイ
「サム・アザー・ガイ」（Some Other Guy）は、リッチー・バレットの楽曲である。作詞作曲は、ジェリー・リーバーとマイク・ストーラーとの共作。1962年にアトランティック・レコードからシングルとして発売された。楽曲の発表後、ビートルズやサーチャーズなどリヴァプール出身のバンドによって演奏された。

## オリジナル・バージョン
1962年、リッチー・バレットは「サム・アザー・ガイ」のレコーディングを行なった。同年にアトランティック・レコードからシングルとして発売され、B面には「Tricky Dicky」が収録された。シングルは、マイナー・ヒットを記録。

## ビートルズによるカバー
ビートルズは、1962年から1963年までに行なわれた公演で「サム・アザー・ガイ」をレパートリーに加えていた。1962年7月26日と8月1日に行なわれたビートルズのライブを訪れたグラナダTVのプロデューサーは、同局で放送されていた番組『Know the North』の取材のために公演の様子を数分間撮影することを決める。8月22日の昼にキャヴァーン・クラブで行なわれた公演で、グラナダTVのクルーはビートルズが「サム・アザー・ガイ」を演奏する様子を撮影。なお、撮影が行なわれた8月22日は、ドラマーのピート・ベストが解雇されてから1週間足らずで後任として加入したリンゴ・スターが初めてバンドのメンバーとして演奏した日であった。ベストの解雇とスターの加入に不満を持った観客が、演奏終了直後に「We want Pete!（ピートを出せ！）」と叫んでいて、その様子も録音されている。撮影された映像は1963年11月6日に放送され、1995年に発売されたドキュメンタリー作品『ザ・ビートルズ・アンソロジー』にも収録された。
ビートルズは、BBCラジオ用に「サム・アザー・ガイ」を3度にわたって録音している。1963年1月22日にプレイハウス・シアターで録音された演奏は、同月26日の『Saturday Club』で放送された。同日にはパリス・シアターでも本作の演奏が録音された。3回目の演奏は、同年6月19日にパリス・シアターでロン・ベルチャーのプロデュースのもとで録音され、6月23日の『Easy Beat』で放送された。1994年に発売された『ザ・ビートルズ・ライヴ!! アット・ザ・BBC』には、『Easy Beat』で放送された演奏が収録された。
1968年の『ローリング・ストーン』誌のインタビューで、レノンは「『サム・アザー・ガイ』のようなレコードを作りたいんだ。これほど自分を満足させるレコードはない」と語っている。

### クレジット
※出典
- ジョン・レノン - ボーカル、エレクトリック・ギター（リッケンバッカー・325）
- ポール・マッカートニー - ボーカル、ベース（ヘフナー・500-1）
- ジョージ・ハリスン - エレクトリック・ギター（グレッチ・デュオ・ジェット）、バッキング・ボーカル
- リンゴ・スター - ドラム（プレミア・マホガニー・デュロプラスチック（英語版））

## その他のアーティストによるカバー
- ビッグ・スリー（英語版） - 1963年にデビュー・シングルとして発売され、イギリスのチャートで最高位37位を記録[14]。
- サーチャーズ - 1963年に発売されたアルバム『シュガー・アンド・スパイス（英語版）』に収録[15][16]。
- ピート・ベスト - 1965年にアメリカで発売されたアルバム『Best of the Beatles』に収録[17]。
- スミザリーンズ（英語版） - 2008年に発売されたアルバム『B-Sides the Beatles』に収録[18]。